# Raggare!
Raggare! (er i Storbritannien udgivet som Blackjackets) er en svensk dramafilm, der blev vist første gang i de svenske biografer den 13. november 1959. Den er instrueret af Olle Hellbom.

## Plot
En bande af unge bilinteresserede (raggare) hænger ud i en café udenfor Stockholm. Den smarteste af disse unge kidkapper sin kæreste, da han opdager, at hun hænger ud med personer fra en anden bande.

## Medvirkende (i udvalg)
- Christina Schollin som Beatrice Larsson
- Hans Wahlgren som Lasse
- Anita Wall som Annemarie
- Britta Brunius som fru Larsson
- Sven Holmberg som hr. Larsson
- Tommy Johnson som Pipan
- Håkan Serner som Sven-Erik